# Калин, Андрей Степанович
Андрей Степанович Ка́лин (укр. Андрі́й Степа́нович Ка́лин, русин. Андрѣй Калин; 3 мая 1908, с. Горинчово, Транслейтания, Австро-Венгрия (ныне Хустский район, Закарпатская область, Украина) — 11 декабря 1979, там же, УССР) — украинский народный сказочник, сказитель.

## Биография
Родился в семье закарпатских русинов. Его отец, оставив жену и детей, вынужден был уехать, как и тысячи его соотечественников, в поисках работы за океан; потерял силы и здоровье в американских шахтах и преждевременно умер.
Тогда Андрею было семь лет.
Все свои детские и юношеские года тяжело работал, чтобы помочь семье, а позже содержать мать и малолетних сестер. Прошёл суровую школу жизни. Молодые годы его прошли в карпатских лесах. До 1945 года был неграмотным.
Ещё с детства Калин проявлял большую заинтересованность и любовь к сказкам. Владел широким и разнообразным диапазоном сказок. Сюжеты его сказок оригинальны. Положительным героям — труженикам, обездоленным крестьянам, смелым повстанцам, борцам за счастье народа — противопоставлены богачи-обжоры, бездельники, стяжатели. Язык сказок насыщен поговорками и присказками, в нём имеется немало диалектизмов.
В 1946 году фольклорист П. В. Линтур записал у него более 120 оригинальных сказок. Однако репертуар Калина этим не исчерпывался: в нёго входили также десятки сказок-анекдотов, сказок-былей, много песен, а также легенды, предания, притчи, были. Благодаря Калину и другим сказителям село Горинчово получило известность как «село сказочников».
Сказки Андрея Калина печатались во многих фольклорных сборниках: «Сказки Верховины» (1960), «Как человек ведьму подковал, а киску учил работать» (1966), «Дед-Всевед» (1969), «Сказки одного села» (1979), «Зачарованные сказкой» (1984), «Сказки Карпат» (1989) и др. Три сказки в переводе на немецкий язык были опубликованы в сборнике «Украинские народные сказки» (Берлин, 1972).